# 莘庄立交
莘庄立交，位于上海市闵行区莘庄镇，是上海最大的立交桥，2001年建成。
由于设计建造年代较早，目前莘庄立交拥堵特别严重。尤其是经沪闵路高架前往S4沪金高速的匝道，由于沪金高速沿线居民大量迁入，不堪重负。

## 交汇
莘庄立交是沪闵高架路、沪昆高速公路及沪金高速公路的终点，同时与上海外环高速公路交汇，立交桥下还有上海地铁1号线及沪昆铁路。